# Wilhelm Vitz
Wilhelm Vitz (* 6. Dezember 1834 zu Wittenberg; † 1907 wohl in Gartz a. O.) war ein deutscher Gymnasiallehrer und Gymnasialdirektor in Preußen.

## Leben
Vitz besuchte ab 1845 das Wittenberger Gymnasium. Nach dem Abitur studierte er an der Friedrichs-Universität Halle Philologie. 1853 wurde er Mitglied des Corps Teutonia Halle und zeichnete sich als Senior aus. Michaelis 1856 in Halle zum Dr. phil. promoviert, war er 1857/58 Probekandidat an seiner Schule. Am 6. März 1858 erlangte er in Halle die facultas docendi. Anschließend war er drei Jahre Adjunkt an der Ritterakademie zu Brandenburg. Bis zum Herbst 1863 unterrichtete er als ordentlicher Lehrer am Gymnasium zu Torgau, dann als 3. Oberlehrer am Tilesius-Gymnasium in Mühlhausen/Thüringen. Nach drei Jahren am Gymnasium in Pyritz wurde er Ostern 1871 als Rektor an das neugegründete Progymnasium in Gartz a. O. berufen. Die Schule wurde unter seiner Leitung 1875 vollberechtigtes Progymnasium und 1886 Gymnasium. Das Nach 29 Dienstjahren trat er am 1. April 1900 als Direktor in den Ruhestand. Er war Ehrenmitglied seines Corps.
Er befasste sich mit Iphigenie in Aulis, Isokrates und Agricola (Tacitus) und veröffentlichte in Schulprogrammen.

## Programm-Abhandlungen
- De Iphigeniae Aulidensis auctore et fatis, Pars I. Torgau 1862. 21 S. (Programm des Gymnasiums Torgau)
- De Iphigeniae Aulidensis auctore et fatis, Pars II. Torgau 1863. 13 S. (Programm des Gymnasiums Torgau)
- Schulrede, gehalten am 27. Oktober 1866. Mühlhausen/Th. 1867. S. 12–16. (Programm des Gymnasiums Mühlhausen)
- Des Isokrates Rede über den Vermögenstausch, zur Einführung in die Lektüre des Isokrates. Pyritz 1871. 22 S. (Programm des Gymnasiums Pyritz)
- Die Gründung und Eröffnung des Progymnasiums und 2 Reden. Gartz a. O. 1872. (Programm des Progymnasiums Gartz a. O.)
- Drei Schulreden vaterländischen Inhalts. Gartz a. O. 1874. (Programm des Progymnasiums Gartz a. O.)
- Materialien zu deutschen Aufsätzen in Tertia und Sekunda. Gartz a. O. 1875.(Programm des Progymnasiums Gartz a. O.)
- Die Einweihung des neuen Gymnasialgebäudes, nebst den dabei gehaltenen Reden. Gartz a. O. 1881. (Programm des Progymnasiums Gartz a. O.)
- Agricola Taciti enerratio. Gartz a. O. 1889. S. 3–7. (Programm des Gymnasiums Gartz a. O.)
- Bericht über die Feier des 25jährigen Bestehens der Gartzer höheren Schule nebst einigen dabei gehaltenen Reden. Gartz a. O. 1897. 23 S. (Programm des Gymnasiums Gartz a. O.)